# استغلال سياسي للطب النفسي
الاستغلال السياسي للطب النفسي (بالإنجليزية: Political abuse of psychiatry)‏ هو تعمد إساءة استخدام التشخيص النفسي والاحتجاز والعلاج، وذلك بغرض منع جماعات معينة أو بعض الأفراد في مجتمع ما من حصولهم على حقوقهم المنصوص عليها ضمن حقوق الإنسان الرئيسية.:491 وبعبارة أخرى، يعرف إساءة استخدام الطب النفسي، بما في ذلك استغلاله لأغراض سياسية، بتعمد إصدار شهادات لمواطنين تقضي بفرض قيود عليهم أو خضوعهم لعلاج نفسي على الرغم من أن حالتهم العقلية لا تستدعي ذلك بأي حال. وقد ثبت تورط أطباء نفسيين في انتهاكات حقوق الإنسان في عدة دول في جميع أنحاء العالم عندما توسعت تعريفات المرض العقلي ليشمل العصيان السياسي.:6 وكما ذكر العلماء منذ أمد بعيد، تطلق المؤسسات الحكومية والطبية أثناء فترات الاضطراب السياسي على أي تهديد للسلطة مرض نفسي.:14 وما يزال السجناء السياسيون في وقتنا الحالي، يُحتجزون أحيانًا وتُوجَّه إليهم صنوف من الإساءة في المؤسسات النفسية في العديد من الدول.:3 حيث يعد الاحتجاز النفسي للعقلاء أحد أشكال القمع الأكثر إيذاءً.
يتضمن الطب النفسي إمكانية للإساءة تفوق غيرها من فروع الطب الأخرى.:65 ويتيح تشخيص المرض العقلي للدولة احتجاز أشخاص ضد إرادتهم والإصرار على أن العلاج يصب في مصلحتهم الشخصية والمصلحة الأكبر للمجتمع.:65 بالإضافة إلى ذلك، فإن الخضوع للتشخيص النفسي يعد ظلمًا في حد ذاته.:94 وفي الدول المحافظة ذات الحزب الواحد، من الممكن استخدام الطب النفسي لتجاوز الإجراءات القانونية اللازمة لإثبات تورط أحدهم أو براءته والسماح بالاعتقال السياسي دون إثارة السخط المعتاد المرتبط بالمحاكمات السياسية.:65 فيمنع استخدام المستشفيات بدلاً من السجون الضحايا من تلقي المساعدة القانونية قبل تقديمهم للمحاكمة، كما أنها تجعل الاحتجاز المفتوح ممكنًا، وتُفقد الأفراد وأفكارهم مصداقيتهم.:29 وبهذه الطريقة، عندما تصبح المحاكمات العلنية غير مرغوب بها، يتم تجنبها.:29
يزخر التاريخ بأمثلة على استغلال السياسيين للسلطة والثقة الممنوحة للأطباء وخاصة اختصاصيي الطب النفسي، ومن أفضل الأمثلة على ذلك ما جرى خلال العهد النازي والحكم السوفييتي عندما كان يتم وصف المعارضين السياسيين بأنهم «مرضى نفسيون» ومن ثم يخضعون «لعلاجات» لا يمكن وصفها بالإنسانية.” وفي الفترة ما بين ستينيات القرن العشرين وحتى عام 1986، تم الإبلاغ عن أن استغلال الطب النفسي في الأغراض السياسية كان يتسم بالمنهجية في الاتحاد السوفيتي، ولكنه كان يحدث بين الفينة والأخرى في غيره من دول أوروبا الشرقية مثل رومانيا والمجر وتشيكوسلوفاكيا ويوغسلافيا.:66 وقد قضى احتجاز المعارضين السياسيين في المستشفيات النفسية في أوروبا الشرقية ودول الاتحاد السوفييتي السابق على مصداقية الطب النفسي في هذه الدول، كما أنه عرضها لإدانة قوية من المجتمع الدولي. كما وقعت عدة حالات من الاستغلال السياسي للطب النفسي في الصين. واستخدمت تشخيصات نفسية مثل «الانفصام البطيء» لدى المعارضين السياسيين في الاتحاد السوفييتي لأغراض سياسية.:77

## ألمانيا النازية
خلال أربعينيات القرن العشرين شهدت ألمانيا النازية إساءة استخدام الطب النفسي، الذي كان إساءة «لواجب الرعاية» على نطاق كبير: حيث تم تعقيم 300000 شخص، وقتل 100000 في ألمانيا وحدها، وعدة آلاف أخرى خارجها وبشكل رئيسي في أوروبا الشرقية. فللمرة الأولى في التاريخ، خلال العهد النازي، سعى أطباء النفس للتدمير الممنهج لمرضاهم، كما أدوا دورًا فعالاً في إرساء نظام لتحديد مئات الآلاف من الأشخاص «الأدنى عرقيًا ومعرفيًا» والمرضى النفسيين وإخطارهم، ونقلهم، وصولاً إلى قتلهم، في مواقع تتراوح بين المستشفيات العقلية المركزية والسجون ومعسكرات الإبادة. كما لعب الأطباء النفسيون دورًا رئيسيًا وبارزًا في عمليات التعقيم والقتل الرحيم مشكلين بذلك فئتين من فئات الجرائم ضد الإنسانية. وأظهر استخراج آلاف الأدمغة من ضحايا القتل الرحيم الطريقة التي ارتبطت بها الأبحاث الطبية بالقتل مستخدمين الطب النفسي ستارًا لها. فقد كان هناك ستة مراكز للطب النفسي تستخدم للإبادة: مركز بيرنبيرغ (Bernburg)، وبرادينبيرغ (Brandenburg)، وجرافينك (Grafeneck)، وهادامار (Hadamar)، وهارثيم (Hartheim)، وسونينستيان (Sonnenstein). فقد أدوا دورًا حاسمًا في التطورات التي انتهت بالمحرقة.

## روسيا
لا تزال التقارير المتعلقة بحالات معينة تأتي من روسيا حيث يبدو أن المناخ السياسي المتدهور لازال يخلق جواً تشعر فيه السلطات المحلية مرة أخرى، بضرورة استخدام الطب النفسي كوسيلة للتخويف.

## رومانيا
في رومانيا، انتشرت الادعاءات حول بعض حالات إساءة استخدام الطب النفسي مما يزيد عن عقد من الزمان.:73 فبالإضافة إلى بعض القضايا الخاصة، أقيم الدليل على أن مستشفيات الأمراض العقلية قد استخدمت كمراكز للاعتقال قصير المدى.:73 منها على سبيل المثال، اعتقال ما يزيد عن 600 شخص من المعارضين السياسيين قبل أولمبياد الألعاب الرياضية الدولي لطلبة الجامعة لعام 1982، وإبعادهم عن الرأي العام في مستشفيات الأمراض العقلية.:73 ويشبه هذا ما كان يجرى في الاتحاد السوفييتي عشية الأعياد الشيوعية، حيث كان يتم اعتقال «مثيري الشغب» المحتملين، ويتم إرسالهم إلى مستشفيات الأمراض العقلية في حافلات، ثم يُطلق سراحهم بعد انتهاء الأعياد.

## اليابان
أبلغت مؤسسات الصحة النفسية اليابانية في عهد الإمبراطورية اليابانية عن وقوع عدد كبير من الوفيات بين المرضى، لتبلغ تلك الحوادث ذروتها عام 1945 بعد استسلام اليابان لقوات الحلفاء.forces. وتلقى المرضى في هذه المؤسسات معاملة سيئة لأنهم كانوا بشكل رئيسي يمثلون عائقًا أمام المجتمع. وفي ظل الحكومة القمعية الإمبراطورية اليابانية، كان من المتوقع أن يساهم المواطنون بطريقة أو بأخرى في جهود الحرب، ولم يكن المرضى العقليون مؤهلين لفعل ذلك، ومن ثم فقد كان ينظر إليهم بازدراء ويتلقون أسوأ أشكال المعاملة. وكان الجوع هو أحد أسباب الوفاة الرئيسية بين المرضى، حيث لم يكن يقدم موفرو الرعاية ما يكفي من غذاء للمرضى، في شكل من أشكال التعذيب وطريقة لإبقائهم ساكنين. ونظرًا لأن المرضى المصابين بأمراض عقلية كان يتم احتجازهم بمعزل عن العالم الخارجي، مر عدد ضخم من الوفيات على الرأي العام مرور الكرام. وبعد انتهاء احتلال قوات الحلفاء لليابان، أصدر البرلمان الياباني قانونMental Hygiene Act (精神衛生法, Seishin Eisei Hō) عام 1950، والذي أدخل تحسينات على وضع المرضى المصابين بأمراض عقلية، ومنع احتجازهم في المؤسسات الطبية. ومع ذلك، أدى قانون الصحة العقلية إلى حدوث عواقب غير متوقعة. فبالإضافة إلى العديد من الإصلاحات الأخرى، منع القانون اتهام المرضى النفسيين بارتكاب أي نوع من أنواع الجرائم في المحاكم اليابانية. وكان لزامًا على من يتم تشخيصه باضطراب عقلي على يد طبيب نفسي كفء أن يتم احتجازه بالمستشفى بدلاً من الحبس، بصرف النظر عن قسوة الجريمة التي ارتكبها الشخص. لهذا سعت وزارة العدل عدة مرات لتعديل القانون، ولكنها قوبلت بمعارضة ممن يعتقدون أن النظام القضائي يجب ألا يتدخل في العلوم الطبية. وبعد ما يقرب من أربعة قرون، تم أخيرًا تمرير قانون Mental Health Act (精神保健法, Seishin Hoken Hō) عام 1987. صحح القانون الجديد عيوب قانون الصحة العقلية بأن سمح لوزارة الصحة والرفاهية اليابانية بوضع ضوابط على معاملة المرضى المصابين بأمراض عقلية في كل من السياق الطبي والقانوني. وفي ظل هذا القانون الجديد، يتمتع المرضى العقليون بحق الاختيار الطوعي للاحتجاز في المستشفى، وإمكانية اتهامه بارتكاب جريمة ما، والحق في استخدام الدفاع بالجنون في المحكمة، واتخاذ إجراءات قانونية في حالة التعرض لإساءة أو إهمال من جانب متخصصي الرعاية الطبية.

## كوبا
على الرغم من العلاقات السياسية التي تربط كوبا بالاتحاد السوفييتي منذ أن أنهت الولايات المتحدة علاقاتها بها في ردة فعل على تولي الرئيس فيدل كاسترو السلطة عام 1959، ظهرت عدة ادعاءات خطيرة بخصوص الاستغلال السياسي للطب النفسي في كوبا قبل نهايات ثمانينيات القرن العشرين.:74 نشرت هيومن رايتس ووتش ومنظمة العفو الدولية تقارير تشير إلى حالات احتجاز في المستشفى دون مبرر وحالات إساءة للسجناء السياسيين.:75 وتتعلق هذه التقارير بمستشفى جوستافو ماشين (Gustavo Machin) في سانتياغو دي كوبا (مدينة) جنوب شرق البلاد ومستشفى الأمراض العقلية الكبيرة في هافانا.:75 وفي عام 1977، صدر تقرير في الولايات المتحدة حول حدوث انتهاكات مزعومة باسم الطب النفسي في كوبا، حيث عرض التقرير حالات لسوء المعاملة في مستشفيات الأمراض العقلية تعود إلى سبعينيات القرن ذاته.:75 ويعرض التقرير كذلك انتهاكات صارخة تدعي أن السجناء انتهى بهم المطاف في عنبر الطب الشرعي بمستشفيات الأمراض العقلية في سانتياغو دي كوبا وهافانا، حيث تعرضوا لأشكال من سوء المعاملة تضمنت العلاج بالصدمة الكهربية دون استخدام عقاقير ارتخاء العضلات أو التخدير.:75 ولم يُثبت استخدام العلاج بالصدمة الكهربية في عنابر الطب الشرعي، في العديد من الحالات المذكورة على الأقل، ملاءمته بوصفه أحد العلاجات السريرية لحالة السجين التي تم تشخيصها— وفي بعض الحالات، لا يبدو أن السجناء قد تم تشخيص حالتهم في الأصل.:75 وقد وصفت الظروف في عنابر الطب الشرعي بأوصاف مثيرة للاشمئزاز، ويبدو أنها تتناقض تناقضًا صارخًا مع الأقسام الأخرى من المستشفيات العقلية التي توصف بأنها معتنى بها وحديثة.:75
في أغسطس من عام 1981، أُلقي القبض على المؤرخ الماركسي ارييل هيدالغو (Ariel Hidalgo) واتُهم «بالتحريض ضد النظام الاجتماعي، والتضامن الدولي، والدولة الشيوعية» وحكم عليه بالسجن ثمان سنوات.:75 وبحلول سبتمبر 1981، تم نقله من مقار أمن الدولة إلى عنبر كاربو-سيرفيا (Carbó-Serviá) (للطب الشرعي) بمستشفى هافانا للأمراض النفسية، حيث أقام هناك عدة أسابيع.:76

## الصين
في عام 2002، نشرت هيومن رايتس ووتش كتاب عقول خطرة: الطب النفسي السياسي في الصين اليوم وأصوله في عصر ماو بقلم روبين مونرو (Robin Munro) معتمدًا على الوثائق التي حصل عليها. وكان الباحث البريطاني، روبين مونرو، وهو عالم في الحضارة الصينية كتب أطروحته في لندن بعد إقامته الطويلة في الصين، قد سافر عدة مرات للبحث في مكتبات القرى وجمع كمية كبيرة من الدراسات التي تحمل الطابع «سري»، ولكنها في الوقت ذاته متاحة للعامة.:242 تضمنت هذه الدراسات تحليلات تاريخية يعود تاريخها إلى أيام الثورة الثقافية والمقالات والتقارير الخاصة بعدد الأشخاص الذين تم احتجازهم في مستشفيات الأمراض العقلية لأنهم اشتكوا من سلسلة من القضايا.:242 ووفقًا لما ذكره مونرو، تبين أن الاحتجاز الإجباري للجماعات الدينية والمعارضين السياسيين، والذين يقومون بالإبلاغ عن الأعمال غير القانونية، له تاريخ طويل في الصين. فيعود تاريخ الانتهاكات إلى خمسينيات وستينيات القرن العشرين، وشهدت تزايدًا كبيرًا خلال الثورة الثقافية.:242 وشهدت ذروتها خلال فترة الثورة الثقافية من عام 1966 حتى 1976، ثم في حكم كل من ماو تسي تونغ (Mao Zedong) وعصابة الأربعة التي أسست نظامًا يتسم بالقمع والقسوة الشديدة. فلم يكن يُسمح بأي انحراف أو معارضة في الفكر أو الممارسة العملية.